# クニマス
クニマス（国鱒、学名：Oncorhynchus kawamurae）は、サケ科に属する淡水魚。別名をキノシリマス、キノスリマス、ウキキノウオ。産卵の終わったものをホッチャレ鱒、死んで湖面に浮き上がったものを浮魚（うきよ）という。
かつて秋田県の田沢湖にのみ生息した固有種だったが、田沢湖の個体群は1940年に酸性の玉川から水を引き入れたことにより絶滅し、液浸標本17体（アメリカ合衆国に3体、日本に14体）のみが知られていた。このため環境省のレッドリストでは1991年、1999年、2007年の各版で「絶滅」と評価されていたが、2010年にさかなクンの愛称で親しまれている宮澤正之（東京海洋大学客員教授・名誉博士）や中坊徹次（京都大学教授）ら魚類研究者により、山梨県の西湖で現存個体群の生息が確認され、野生絶滅に指定変更された。

## 概要

### 分類
1925年にアメリカ合衆国の魚類学者デイビッド・スター・ジョーダンとエルネスト・アレグサンダー・マクレガーによりジョーダン&ハッブスの論文内で sp. nov（新種）として発表されたが、記載文中にはベニザケの陸封型(land-locked derivative of O. nerka) と記されている。しかし同じくベニザケの陸封型とされるヒメマスとの交雑が生じていないことや、周年産卵する点などから独立種 (Oncorhynchus kawamurae) とする意見もある。周年産卵するというのは実際に確認されたものでなく伝承とされているが、西湖での採集個体では、成熟度合いの月変化に2つのピークが現れ、また飼育個体では、排卵・排精する個体が季節に寄らず出現しており、周年産卵の片鱗がみられた。

### 分布
かつては秋田県の田沢湖のみに生息していたが、1940年頃に田沢湖の水質が激変したために絶滅したとされた。しかしその約70年後の2010年に、富士五湖の一つ、西湖で生息していることが確認された（詳細は田沢湖での「絶滅」および西湖での「再発見」の項を参照）。なお原記載におけるタイプ産地の表記は Lake Toyama in the mountainous western part of Ugo in the northwestern part of Hondo （本土西北部、羽後の西部山岳地方のトヤマ湖）となっている。

### 形態
体は全体的に灰色、もしくは黒色で下腹部は淡く、幼魚は9個前後の斑紋模様（パーマーク）を有する。全長は30 - 40センチメートル。皮膚は厚く、粘液が多い。ベニザケの陸封型であるヒメマスと比べて瞳孔と鼻孔が大きく、体表や鰭には明瞭な黒斑がない。成熟した雄は「鼻曲がり」になる。幽門垂の数は46 - 59と（サクラマスと同程度。ヒメマスは67 - 94、ベニザケは80 - 117）著しく少ない。しかし鰓耙（さいは）数は31 - 43と、ヒメマス（27 - 40）と比較してやや多い。また、胸・腹・尻鰭が長く、鰭の後縁は黒くなる。肉はほぼ白色で、卵は黄色と記録されている。

### 生態
生物学的な生態は不明点が多いが、伝承等によると普段は田沢湖の水深100 - 300メートル付近の深部に生息し、岩に付着した藻類やプランクトンを餌としていたと考えられている。産卵は、1 - 3月を盛期に水深40 - 50メートルの浅い所で行われていたのではないかと報告されている。山梨県水産技術センターらによる西湖での調査によれば、流入河川への遡上や接岸産卵は無く湖底で11月から翌年2月頃に産卵、1月から4月に孵化、2月から5月に遊泳し始める。また食性はヒメマスと重複し甲殻類プランクトン、魚類、底生生物とされている。
昭和期の記録では「遊泳甚だ活潑（活発）ならず」との記録があり、泳ぎはさほど早くない。実際に「再発見」後には水底でゆっくりと泳ぎ、さらに湖の底に留まり、休憩する姿も観察されている。これは、元来の生息地である田沢湖においてクニマスの生存を脅かす肉食魚等の天敵が棲息しなかったことと、西湖においてはブラックバス等の肉食魚との生息領域が重ならなかったことが原因として考えられている。しかし、2020年にはヨーロッパウナギによる卵食が確認されたと報告がある。

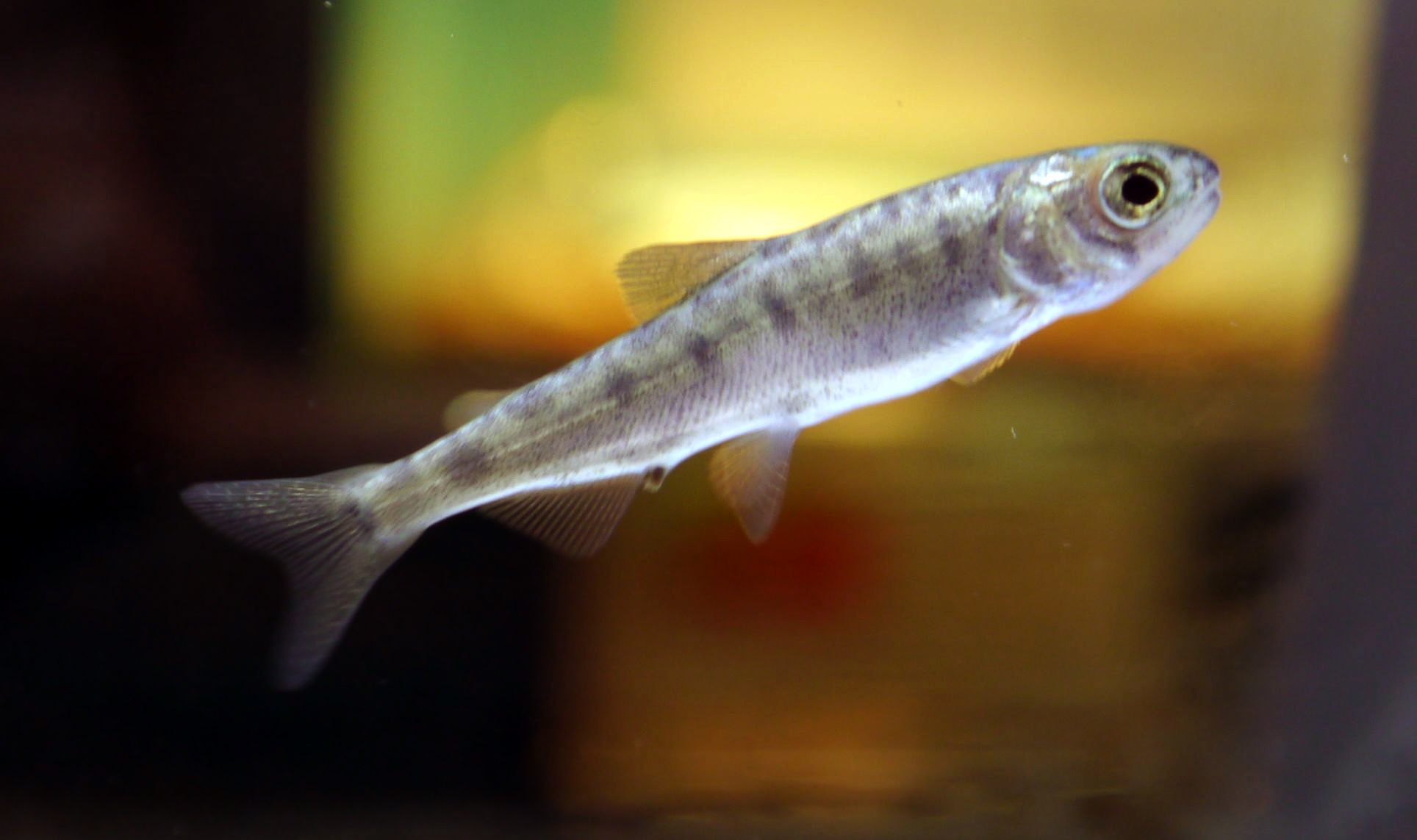
5か月の稚魚。山梨県立富士湧水の里水族館にて。

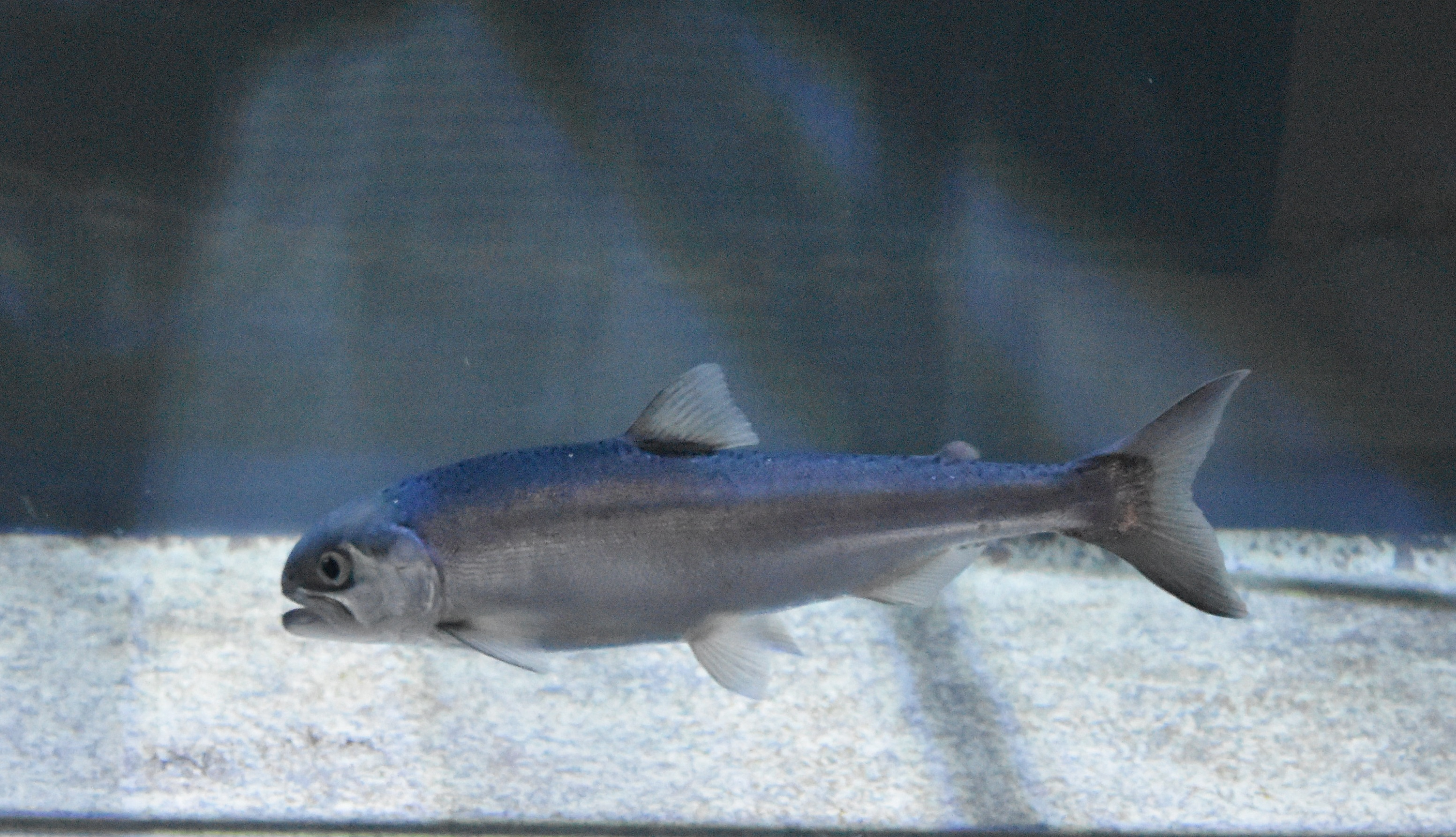
クニマスの成魚。西湖ネイチャーセンターにて

## 田沢湖での「絶滅」
1940年、電力供給増加のために田沢湖の湖水を利用した水力発電所（生保内発電所）が建設された。田沢湖から流出する湖水を賄うため、1940年1月20日から玉川の水を導入したが、玉川毒水と呼ばれる塩酸や硫酸を含む強酸性の水が大量に流入したため、1948年の調査では表層付近のpHが4.8前後と急速に酸性化し、同年にはクニマスの捕獲数はゼロになり絶滅が確認された。1965年の水質調査でも、湖の全域でpH 4.5程度であった。
しかし、それ以前に人工孵化の実験をするため、1935年に本栖湖、西湖、他にも琵琶湖や、詳しい場所は不明だが長野県、山梨県、富山県に発眼卵を送ったという記録があったため、田沢湖町観光協会では1995年11月に100万円、1997年4月から1998年12月まで500万円の懸賞金を懸けてクニマスを捜し、全国から14尾が寄せられたが、鑑定の結果いずれも「クニマス」とは認定されず、発見には至らなかった。
田沢湖での絶滅の根本的な原因は強酸性水の流入であるが、浮上稚魚期のヒメマスはサケ科魚類の中でも酸性の水に極めて弱い特性を持っているとされている。
田沢湖での「絶滅」以後も、田沢湖産クニマスは大正時代に京都大学教授・川村多実二によって採取された9個体が存在し、京都大学旧大津臨湖実験所に保管され、現在は京都大学総合博物館に所蔵されている。これを含めて日本国内に14個体、アメリカに3個体が現存する。DNAによる復活も期待されて分析を行ったが、ホルマリンによりDNAそのものが切断されていることが判明し、復活は絶望視されていた。

## 西湖におけるクニマス
- 1930年代 発眼卵が移入された。明らかな記録が残るのは、1935年10万粒[15]。
- 2010年3月6日 イラスト執筆を依頼された東京海洋大学客員教授のさかなクン（名誉博士）から京都大学の中坊徹次に「黒いヒメマス」として送られ、後述の再発見に至る。
- 2011年9月から2012年3月 山梨県水産技術センターによる生息調査[16]と孵化および養殖試験が行われている。

### 再発見

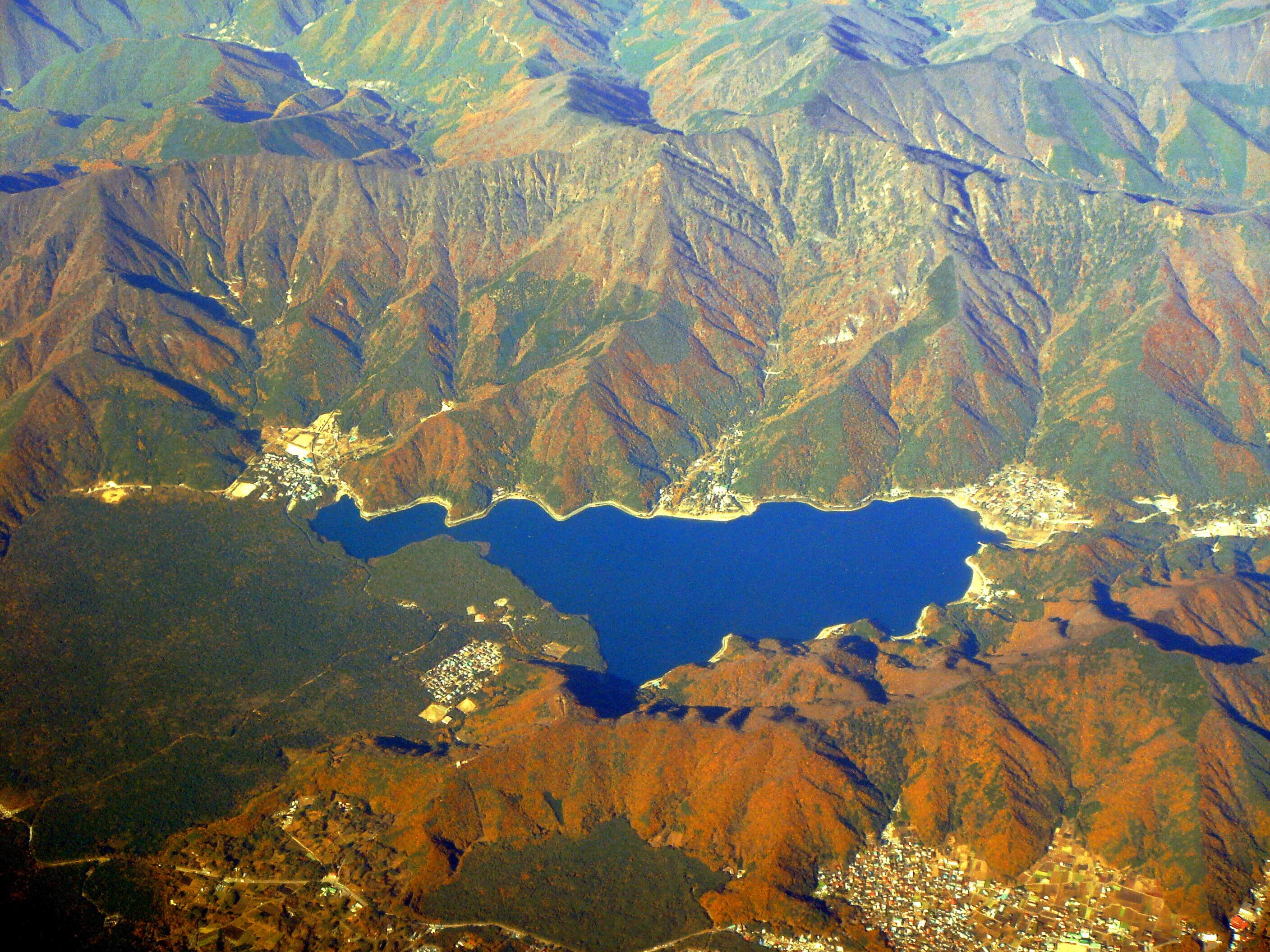
クニマスの生息が確認された、山梨県西湖 (富士五湖)

2010年、山梨県の西湖にて生存個体が発見された。きっかけは、京都大学の中坊徹次が魚類学者でイラストレーターでもある東京海洋大学客員教授のさかなクン（名誉博士）にクニマスのイラスト執筆を依頼したことであった。
さかなクンは描画の参考のため、中坊の助言に従い日本全国から近縁種の「ヒメマス」を取り寄せようとした。しかし2月という時期の問題からヒメマスを水揚げした業者はほぼなく、入手できた個体は3月6日に西湖で捕獲された4尾だけだった。さかなクンのもとに届いた翌3月8日、居合わせた水中カメラマンの松沢陽士は、その中にクニマスを連想させる特徴をもつ個体を見つけ、これはクニマスかもしれないと話したという。3月18日、依頼のイラストを描くためにそのうちの2尾を持参し中坊のもとを訪れたさかなクンが「クニマスではないか」としてこの個体を見せた、という報道がなされたが、このときは「黒いヒメマス」という表現だけでクニマスの名は出なかったと中坊は否定している。

しかし、捕獲した時期と水深に疑問を持った中坊の研究グループは、解剖や遺伝子解析による分析を行なった。クニマスとヒメマスを外見で識別することは困難なためであり、中坊がイラストの参考資料にヒメマスを使うよう助言していたのもそれが理由である。分析の結果、西湖の個体はクニマスであることが判明したとし、根拠となる学術論文の出版を待たずして12月14日夕方にマスコミを通して公式に発表された。
1935年、田沢湖から西湖に送られたクニマスの受精卵10万個を孵化後放流したものが、繁殖を繰り返して現在に至ったと考えられている。
西湖の漁師には、この発見以前から「クロマス」と呼ばれて存在自体は知られていたが、「ヒメマスの黒い変種」程度にしか認識されていなかった。このため、西湖周辺では普通に漁獲されていたほか、一般の釣り客も10尾に1尾程度の割合で比較的簡単に釣り上げており、2010年以前にも「西湖でクニマスを釣り上げた」と再発見説を唱える者がいたという。産卵を前にして黒くなったヒメマスは不味であるとされることから、「クロマス」は釣れてもリリースされることが多かったというが、当然ながら「クロマス」を食する者もおり、伝承どおり、塩焼きにしてもフライにしても美味であったと語られている。
「クロマス」の正体がクニマスであるとの知らせを受けた西湖漁業協同組合は、クニマス繁殖域の禁漁区指定など、保護対策を検討しており、2011年3月20日の漁解禁より、クニマスが生息している可能性の高い湖北岸の約1万平方メートルを新たに自主禁漁区域に設定する方針を固めた。
2010年12月14日のクニマス再発見のニュースから3日後の12月17日、秋田県は仙北市と共同で『クニマス里帰りプロジェクト』を発足させることを決定、12月21日から正式に活動を開始した。しかし、田沢湖の水は依然として強い酸性値が残っており、クニマスを田沢湖へ戻すには程遠い状況であるため、当面はクニマスの生態調査に力を注ぐと同時に、県内の他の場所でもクニマスを養殖出来ないか、山梨県とも協力しながら検討を続けていく方針としている。
2011年3月5日には「クニマス里帰りプロジェクト」の一環として、さかなクンの講演会が開かれた。この講演のなかでさかなクンは、クニマスは従来ベニザケの亜種と考えられてきたが、一年を通じて産卵期があるなど、独立した種である可能性が高いことを説明した。
2012年2月には中坊らと同行したNHK取材班が産卵の様子の撮影に成功。伝承通り冬季に産卵することが確認された。生きたクニマスのカラー映像の撮影成功は初。撮影時にカメラを全く警戒する様子がなく、また深い場所で低い水温の砂利地帯という環境から、天敵のいない環境がクニマスが生きのびた要因である見方が当時強まっていた。
2013年2月1日に環境省が発表したレッドリストで、「野生絶滅」の判定基準を変更するとともに、本種を「絶滅」から「野生絶滅」に変更した。絶滅種とされた魚類の指定見直しは初めてである。
NHK取材班による撮影の時点では、特定外来生物に指定されているブラックバスと生息水域が違うことから天敵はいないとみられていた。しかし2016年に在来種ニホンウナギと外来種ヨーロッパウナギが卵を捕食する様子が確認されており、山梨県水産技術センターはヨーロッパウナギの駆除方法を模索するとしている。

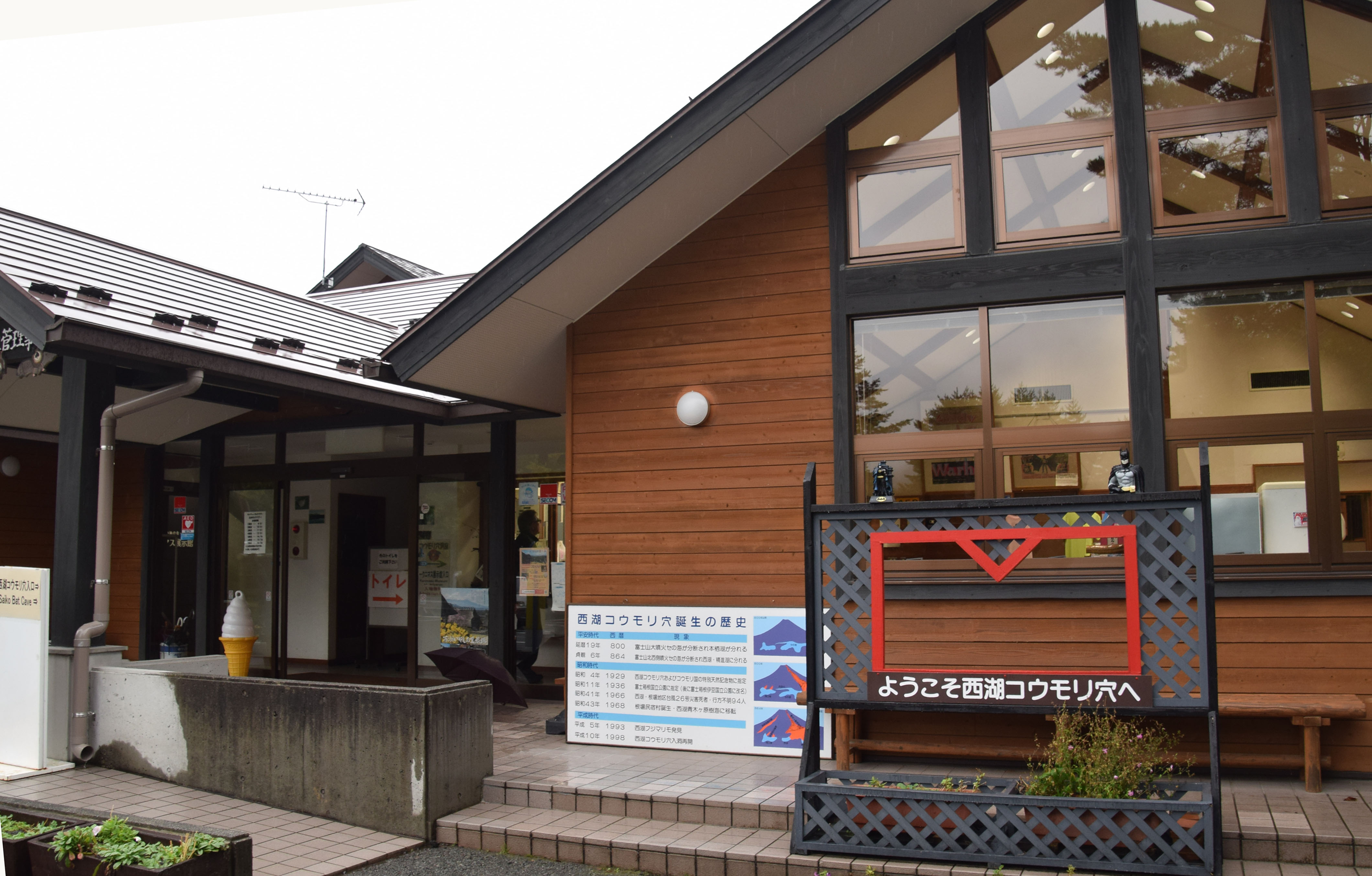
西湖ネイチャーセンター（富士河口湖町、左の建物が「- 奇跡の魚 - クニマス展示館」）

山梨県富士河口湖町には「コウモリ穴」の入口の隣に「西湖ネイチャーセンター」があり、富士河口湖町公認ガイドが案内する「青木ヶ原樹海ネイチャーガイドツアー」などを実施している。2016年4月、西湖ネイチャーセンターに併設して「- 奇跡の魚 - クニマス展示館」が開館し、西湖と田沢湖のクニマスに関する交流の歴史の展示と映画放映、水槽内のクニマス展示などを行っている。

### 生息数と生態
山梨県水産技術センターでは継続的に生息調査を行っている。
- 2016年までに明らかになった内容は、
  - 生息数は、4300から11000尾と推定されている[31]。
  - 産卵期 11月から2月、周年産卵はしていない。
  - 産卵場所 水深30mから40m の湧水がある砂礫質の湖底。流入河川には遡上しない。
  - 産卵場所の水温 4 - 5℃
  - 孵化までの日数、約75日（受精後積算600℃）、浮上までの日数 +35日（受精後積算900℃）[7]。

### 人工飼育と田沢湖での復活の取り組み

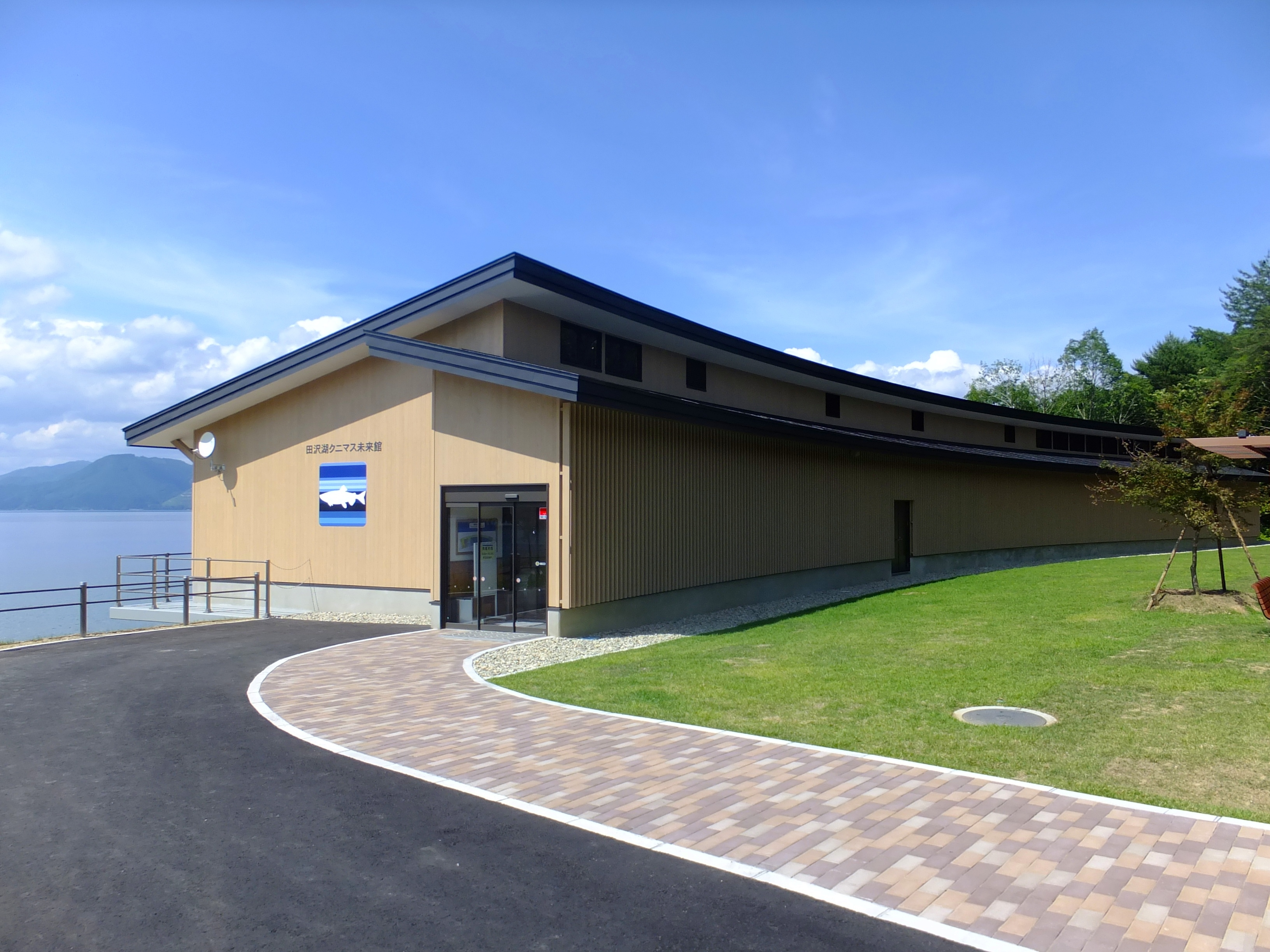
山梨県から貸与されたクニマスを展示する田沢湖クニマス未来館

山梨県水産技術センターは再発見されたクニマスを忍野村の施設で人工飼育している。そのうち10匹が2017年5月9日に秋田県へ貸し出され、同年7月1日に開館した「田沢湖クニマス未来館」にて展示されている。
仙北市などは田沢湖で野生クニマスの復活を目指している。田沢湖では1991年から国土交通省の水中和施設が稼働しているが、強酸性の水が2018年時点も流入して湖水がまだ強い酸性であるため、クニマスの生息は難しい。このほか山梨県水産技術センターは2018年3月23日、ヒメマスを代理親とするクニマスの誕生に成功したと発表した。

## 名前の由来
クニマス（国鱒）の語源について、江戸時代に秋田藩主・佐竹義和が田沢湖を訪れた際にクニマスを食べ、お国特産の鱒ということから国鱒と名付けられたといわれていたが、角館佐竹家（佐竹北家）の記録である佐竹北家日記に、義和の生誕よりも以前から国鱒との表記が見つかっている。原記載には" Kunimasu = Local Salmon "と記されている。
地元での名称とされるキノシリマス（木の尻鱒）の語源は、辰子伝説の一つで、木の尻（木の端っこ、木の端材の意味。この逸話の場合は松明）を田沢湖に投げたところ魚の姿になったという伝承から名付けられた。のち、”木の尻鱒”の献上に際し「尻」はいかがなものか、として「国鱒」と改名されたとされるが、前述の逸話と同じくこれを証明する確たる史料はない。
ウキキノウオ（槎魚）は田沢湖の別名である槎湖（うききのみずうみ、さこ）、漢槎湖（かんさこ）から名付けられた。田沢湖に生息するすべての魚についてウキキノウオと呼ぶこともある。

## 人間との関係
角館を領した佐竹北家（角館佐竹家）の歴代の記録である『佐竹北家日記』（秋田県公文書館所蔵）において、クニマスに関する記事は延宝2年（1674年）を初出とし、17～18世紀には記述が少ないが19世紀に入ると頻出し、角館佐竹家から秋田藩主佐竹本家への、または佐竹本家から他藩諸家への献上品・贈答品として利用され、長期の運搬がなされたと記録される。このことからも、干物・粕漬けなどの加工が開始されていたと考えられている。
文化2年（1805年）の記録に「国鱒塩引き」が秋田の佐竹本家へ献上輸送された記録がある。翌々日に秋田藩城詰めの家老名義での礼状が届き、同文中には「在国中であった藩主がとても喜び、残った分は江戸藩邸に送った」旨が記されている。これらは当時クニマスに対し、長期輸送に耐えうる加工がなされていた史料となる。当時の佐竹北家の当主は佐竹義文（佐竹河内）、秋田本藩藩主は佐竹義和。数年後、佐竹義和は田沢湖を訪れ、文人としても知られる義和は紀行文を残しているが、同文中にはクニマスに触れた記述はない。

### 漁
資源のある高級魚であったため、専業の漁師がいた。クニマス漁は一年中行われ、刳り舟（丸木舟）を使用した。漁法は刺し網漁法で、夏は深部に、冬は浅く網を下ろす。田沢湖におけるクニマス漁や孵化・移植事業に関する史料として漁業組合理事を務めた三浦家資料がある。三浦家資料は明治後半から昭和初期にかけての史料が中心で、クニマスの漁、孵化、贈答、山梨県への移植などに関するものが含まれている。

### 養殖
西湖での発見以降、山梨県水産技術センターでは卵を回収し、種の保存を目的とした養殖を始めている。当初はうまくいかなかった養殖であるが、東京海洋大学の技術を応用するなどした結果、ヒメマスとほぼ同じ条件で養殖が可能になった。孵化した稚魚は山梨県立富士湧水の里水族館や田沢湖畔の各自治体などで公開されたことがある。2014年3月25日、山梨県水産技術センターは、2011年に人工授精させて誕生したクニマスのメスに、人工授精を施した所、22匹が孵化し、完全養殖へのめどが立ったと発表した。

## 標本の文化財登録

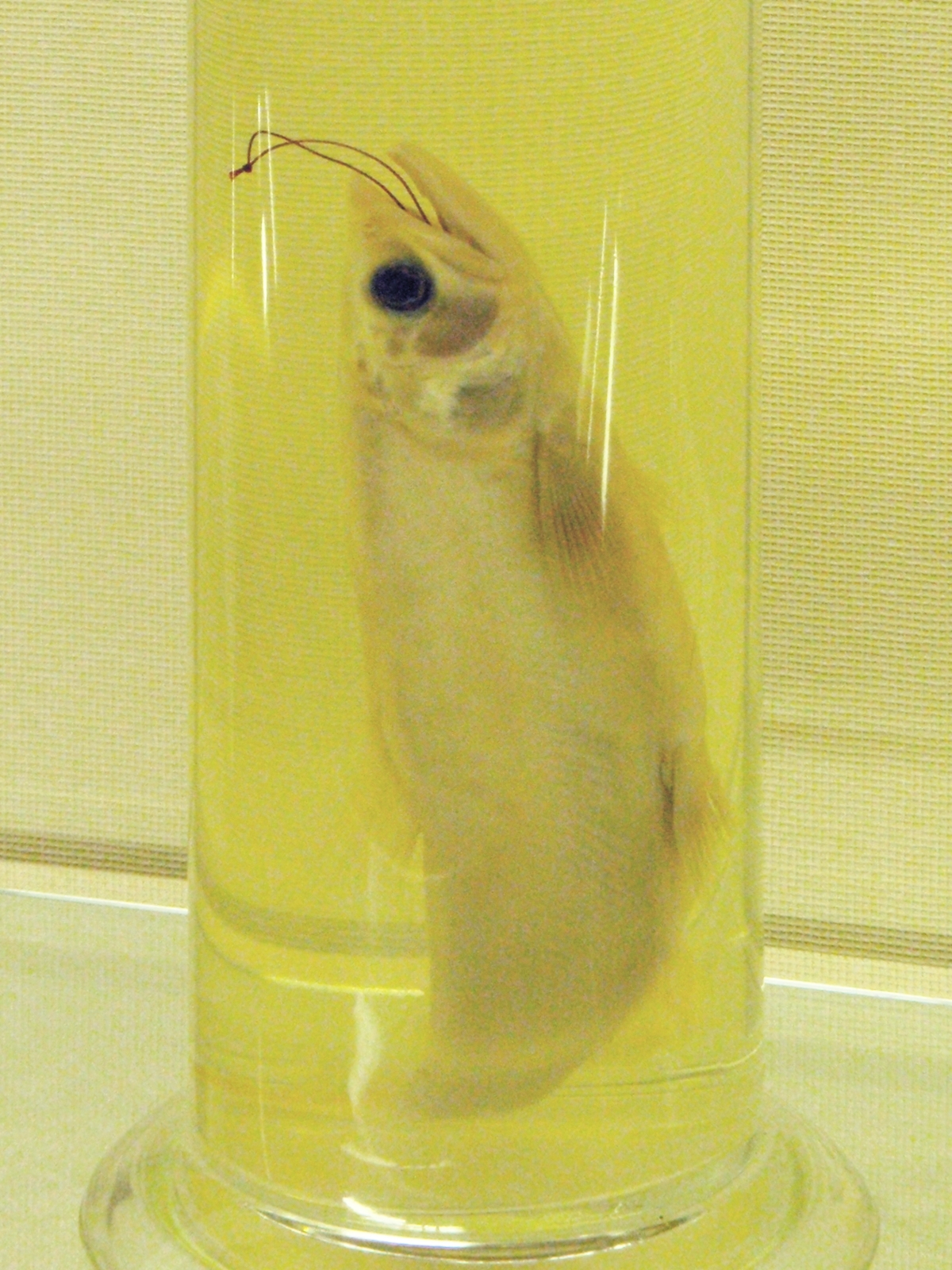
仙北市田沢湖郷土史料館に展示されている「田沢湖のクニマス（標本）」（国の登録記念物）。

ホルマリン固定された標本は17個体が存在し、そのうち14個体が日本にあった。秋田県立博物館および仙北市田沢湖郷土史料館所蔵の液浸標本3体が、人為的に絶滅させられた淡水魚の標本であり、またその生物学的特徴を知るうえで貴重であることから、2008年7月28日に「田沢湖のクニマス（標本）」として国の登録記念物に登録された。これは動物関係および標本関係の登録記念物としては最初のものである。

## 原記載とタイプ標本
原記載は下記の米国のカーネギー博物館紀要第10巻2号（1925年6月27日付発行）にジョーダンとハッブスの共著論文として載せられているが、サケ科の部分のみはジョーダンとマクレガーの共著となっているため、記載者もこの2人となる。種小名の kawamurae は、新種記載に用いられた標本をジョーダンに提供した淡水生物学者の川村多実二・京都帝国大学教授（当時）への献名である。
- David Starr Jordan and Ernest Alexander McGregor in D. S. Jordan and Carl Leavitt Hubbs, 1925（27 June）. " Record of Fishes Obtained by David Starr Jordan in Japan, 1922".（The Salmonidae by D. S. Jordan and E. A. McGregor）. Memoirs of the Carnegie Museum vol. 10, no. 2: 93-346, Pls. 5-12.

このうちクニマスの原記載はp.128 - 129（）、p.332／Pls. 5、fig. 3（）、p.338／Pl.8、fig.5（）にあり、これらはウェブ上でPDFファイルやテキスト化したものが閲覧できる。原記載に用いられたのは成熟したオス3個体で、そのうちホロタイプ（正基準標本）はフィールド自然史博物館（登録番号：FMNH 58681 - 元はカーネギー博物館：CM 7785）に、2個体のパラタイプ（従基準標本）はカリフォルニア科学アカデミー（元はスタンフォード大学自然史博物館：SU 24107(2)）に所蔵されている。

## その他
- クニマスと同じく、かつて田沢湖に生息し、酸性水の流入で絶滅した魚にクチグロマス（口黒鱒、学名なし）がある。こちらは非常に資料が乏しく詳細は不明だが、体長は25 - 35センチ・メートル程度で水深50 - 100メートル付近に生息していたと思われる。
- 漫画『平成版・釣りキチ三平』（『週刊少年マガジン特別編集2001年9月18日増刊号』掲載[46]）には、「三平の祖父・一平が、クニマスを密かに地図に載っていない山中の湖に移殖し、そこで繁殖していた個体の生息が確認される」というストーリーがある。これはフィクションだったが、2010年に生息が確認された個体は実際に漫画と同じような経緯で移殖され繁殖していた。作者の矢口高雄は発見の一報を大変喜び、関係者やファンから多くの祝福を受け「必ず生きていると信じていた」「漫画にしたけれど、うそじゃなかったでしょう？思い通りです」と語った。矢口は田沢湖のある秋田県の出身で、生前の矢口は『将来的にはクニマスを田沢湖に里帰りさせることを強く望んでいる』と述べていた[47]。
- 国鱒（クニマス）の名称は田沢湖観光協会が6つの商品区分で商標登録(第5435241号,商願2011-7071)している。